# Herbert Rudley

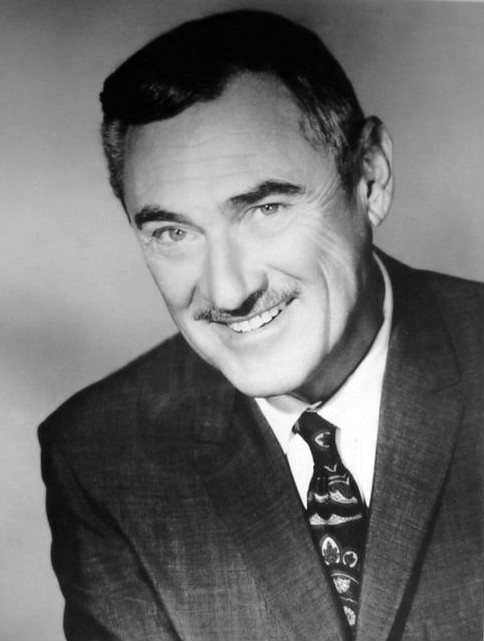
Herbert Dudley (ca. 1967)

Herbert Rudley (* 22. März 1910 in Philadelphia, Pennsylvania; † 9. September 2006 in Los Angeles, Kalifornien) war ein US-amerikanischer Schauspieler.

## Leben und Wirken
Herbert Rudley besuchte die Temple University in Philadelphia. Er verließ die Universität, als er ein Stipendium für das Civic Repertory Theatre der Produzentin Eva Le Gallienne bekam. Rudleys Schauspielerkarriere begann im Theater im Jahr 1926. Sein Broadwaydebüt absolvierte er 1931 mit dem Stück Did I Say No. Weitere Rollen bekam er in den Stücken Die Dreigroschenoper, Abe Lincoln in Illinois und Macbeth.
1940 gab Herbert Rudley sein Spielfilmdebüt in Abe Lincoln in Illinois, der Leinwandadaption des gleichnamigen Broadwaystücks. Die darauffolgenden Jahrzehnte war Rudley ein gefragter Nebendarsteller. Auch für das Fernsehen wurde er interessant. Dabei kam er sowohl in Dramen als auch in Komödien zum Einsatz. Wegen seiner stämmigen Statur spielte er vor allem Polizisten oder Offiziere. In zahlreichen Fernsehserien übernahm er Gastrollen, zum Beispiel in Rauchende Colts, Maverick, 77 Sunset Strip, Westlich von Santa Fé, Bronco, Dezernat M, Die Leute von der Shiloh Ranch, Erwachsen müßte man sein, Mein Onkel vom Mars, Bezaubernde Jeannie und Dallas. Seine erfolgreichste Rolle im Fernsehen hatte er in der Sitcom The Mothers-in-Law des Senders NBC als Anwalt Herb Hubbard.
Herbert Rudley war zwei Mal verheiratet. Er war Vater zweier Kinder, die er mit seiner ersten Ehefrau, der Schauspielerin Ann Loring, hatte. Seine zweite Ehe mit Marilyn Perl blieb kinderlos. Die beiden waren fast 48 Jahre verheiratet. Am 9. September 2006 erlag Herbert Rudley im Alter von 96 Jahren den Folgen eines Herzanfalls.

## Filmografie (Auswahl)
- 1940: Abe Lincoln in Illinois
- 1944: Das siebte Kreuz (The Seventh Cross)
- 1945: Hilfe, ich bin Millionär (Brewster’s Millions)
- 1945: Rhapsodie in Blau (Rhapsody in Blue)
- 1945: Landung in Salerno (A Walk in the Sun)
- 1946: Blonder Lockvogel (Decoy)
- 1948: Casbah – Verbotene Gassen (Casbah)
- 1948: Der Mann mit der Narbe (The Scar)
- 1948: Johanna von Orleans (Joan of Arc)
- 1954: Der silberne Kelch (The Silver Chalice)
- 1955: Der Agentenschreck (Artists and Models)
- 1955: Der Hofnarr (The Court Jester)
- 1956: Die Schreckenskammer des Dr. Thosti (The Black Sleep)
- 1956: Die Meute lauert überall (Raw Edge)
- 1956: Ich heirate meine Frau (That Certain Feeling)
- 1958: Die jungen Löwen (The Young Lions)
- 1958: Bravados (The Bravados)
- 1958: Sie nannten ihn Komantsche (Tonka)
- 1959: Der Fischer von Galiläa (The Big Fisherman)
- 1959: Der Herrscher von Kansas (The Jayhawkers)
- 1959: Die Krone des Lebens (Beloved Infidel)
- 1960: Die Unerbittlichen (Hell Bent for Leather)
- 1961: Ein charmanter Hochstapler (The Great Impostor)
- 1962: Ein Sommer in Florida (Follow That Dream)
- 1981: Hoffnung für Julian (Forever and Beyond)
- 1982: Dallas (Fernsehserie, vier Folgen)